# Eric Österlund
Eric Österlund, född 5 februari 1881 i Stockholm, död där 24 maj 1974, var en svensk skådespelare och bokhandlare.
Eric Österlund var son till handelsresanden Claes Conrad Österlund och Anna Margareta Johansson. Efter skolgång i Stockholm var han några år anställd på kontor. Han genomgick 1900–1903 Dramatiska teaterns elevskola och var de följande tre åren engagerad vid resande teatersällskap. Efter en tids anställning vid ett bokförlag i Stockholm återgick Österlund till skådespelarbanan och var från Intima teaterns start knuten till denna scen. Redan som ung hade han fattat intresse för boken både som samlar- och handelsobjekt. Under sina teaterår fick han tillfälliga uppdrag att vid bokauktioner bevaka olika köpares intressen, blev tiden mycket bokkunnig och visade skicklighet i att uppspåra sällsynta objekt. Vid sidan om teateranställningen öppnade Österlund 1916 ett antikvariat och ägnade sig från 1918 helt åt bokaffärer. Han satte i system att notera auktionspriser på böcker, och som ombudsman för flera av Sveriges största boksamlare blev han värderingsman med kunskaper inte bara om försäljningsvärdet utan ofta också om enstaka volymers historia. Hans personligt originella och sakkunniga uppsats Bokvandringar gav namn åt den samlingsvolym av J. Viktor Johansson där den ingick (1945).